# Piotr Jan
Piotr Jan, także jako Petr Yan ros. Пётр Евгеньевич Ян (ur. 11 lutego 1993) – rosyjski zawodnik mieszanych sztuk walki (MMA). Były mistrz ACB w wadze koguciej. Od maja 2018 roku związany z UFC. Od 11 lipca 2020 do 6 marca 2021 roku mistrz UFC w wadze koguciej.

## Życiorys
Jego matką jest Rosjanka, a ojcem Rosjanin chińskiego pochodzenia. W szóstej klasie rozpoczął treningi taekwondo. W tym czasie często brał udział w walkach ulicznych. Jego starszy brat trenował boks w mieście Dudinka. Piotr z uwagą oglądając jego treningi chciał iść w jego ślady, jednak starszy brat początkowo nie zgodził się na wspólne treningi. Później postanowił potajemnie trenować boks i od tego czasu trenował go przez 8 lat i uzyskał tytuł Mistrza Sportu w boksie w kategorii wagowej do 64 kg. Ukończył również Syberyjski Uniwersytet Federalny w Omsku na kierunku kultura fizyczna i sport. Ma żonę oraz dwójkę dzieci.

## Osiągnięcia i nagrody

### Mieszane sztuki walki
- Absolute Championship Berkut
  - 2015: Zwycięzca Grand Prix ACB w wadze koguciej
  - 2016-2018: Mistrz ACB w wadze koguciej
- Ultimate Fighting Championship
  - 2020-2021: Mistrz UFC w wadze koguciej[3][9]
  - 2021-2022: Tymczasowy mistrz UFC w wadze koguciej[10]
  - Bonus za walkę wieczoru (trzy razy) vs. Jin Soo Son (2018)[11], Cory Sandhagen (2021)[12], Sean O'Malley (2022)[13]
  - Bonus za występ wieczoru (raz) vs. Urijah Faber (2019)[14]

- MMADNA.nl
  - 2018: Europejski Debiutant Roku[15]
- Sherdog.com
  - 2022: Kradzież roku[16]

## Lista walk w MMA
| Wynik     | Bilans | Przeciwnik (bilans przed walką) | Rozstrzygnięcie                                | Runda | Czas | Rozgrywki                                                              | Data       | Miejsce      | Uwagi                                                                                          |
| --------- | ------ | ------------------------------- | ---------------------------------------------- | ----- | ---- | ---------------------------------------------------------------------- | ---------- | ------------ | ---------------------------------------------------------------------------------------------- |
| Wygrana   | 19-5   | Marcus McGhee (10-1)            | Decyzja (jednogłośna)                          | 3     | 5:00 | UFC Fight Night: Whittaker vs. de Ridder                               | 26.07.2025 | Abu Zabi     |                                                                                                |
| Wygrana   | 18-5   | Deiveson Figueiredo (24-3-1)    | Decyzja (jednogłośna)                          | 5     | 5:00 | UFC Fight Night: Yan vs. Figueiredo                                    | 23.11.2024 | Makau        | Main Event                                                                                     |
| Wygrana   | 17-5   | Song Yadong (21-7-1)            | Decyzja (jednogłośna)                          | 3     | 5:00 | UFC 299                                                                | 09.03.2024 | Miami        |                                                                                                |
| Przegrana | 16-5   | Merab Dwaliszwili (15-4)        | Decyzja (jednogłośna)                          | 5     | 5:00 | UFC Fight Night: Yan vs. Dvalishvili                                   | 11.03.2023 | Las Vegas    | Main Event.                                                                                    |
| Przegrana | 16-4   | Sean O’Malley (15-1)            | Decyzja (niejednogłośna)                       | 3     | 5:00 | UFC 280                                                                | 22.10.2022 | Abu Zabi     | Bonus za walkę wieczoru.                                                                       |
| Przegrana | 16-3   | Aljamain Sterling (20-3)        | Decyzja (niejednogłośna)                       | 5     | 5:00 | UFC 273                                                                | 09.04.2022 | Jacksonville | Pojedynek o pas mistrzowski UFC w wadze koguciej. Co-Main Event                                |
| Wygrana   | 16-2   | Cory Sandhagen (14-3)           | Decyzja (jednogłośna)                          | 5     | 5:00 | UFC 267                                                                | 30.10.2021 | Abu Zabi     | Zdobył tymczasowy pas mistrzowski UFC w wadze koguciej. Bonus za walkę wieczoru. Co-Main Event |
| Przegrana | 15-2   | Aljamain Sterling (19-3)        | Dyskwalifikacja (nielegalne kolano w parterze) | 4     | 4:29 | UFC 259                                                                | 06.03.2021 | Las Vegas    | Stracił pas mistrzowski UFC w wadze koguciej.                                                  |
| Wygrana   | 15-1   | José Aldo (28-6)                | TKO (ciosy pięściami w parterze)               | 5     | 3:24 | UFC 251                                                                | 11.07.2020 | Abu Zabi     | Zdobył pas mistrzowski UFC w wadze koguciej.                                                   |
| Wygrana   | 14-1   | Urijah Faber (35-10)            | KO (wysokie kopnięcie na głowę)                | 3     | 0:43 | UFC 245                                                                | 14.12.2019 | Las Vegas    | Bonus za występ wieczoru.                                                                      |
| Wygrana   | 13-1   | Jimmie Rivera (22-3)            | Decyzja (jednogłośna)                          | 3     | 5:00 | UFC 238                                                                | 08.06.2019 | Chicago      |                                                                                                |
| Wygrana   | 12-1   | John Dodson (20-10)             | Decyzja (jednogłośna)                          | 3     | 5:00 | UFC on ESPN+ 3: Błachowicz vs. Santos                                  | 23.02.2019 | Praga        |                                                                                                |
| Wygrana   | 11-1   | Douglas Silva de Andrade (25-2) | TKO (przerwanie przez narożnik)                | 2     | 5:00 | UFC 232                                                                | 29.12.2018 | Inglewood    |                                                                                                |
| Wygrana   | 10-1   | Jin Soo Son (9-2)               | Decyzja (jednogłośna)                          | 3     | 5:00 | UFC Fight Night: Hunt vs. Oleynik                                      | 19.09.2018 | Moskwa       | Bonus za walkę wieczoru.                                                                       |
| Wygrana   | 9-1    | Teruto Ishihara (10-5-2)        | TKO (ciosy pięściami)                          | 1     | 3:28 | UFC Fight Night: Cowboy vs. Edwards                                    | 23.06.2018 | Kallang      | Debiut w UFC.                                                                                  |
| Wygrana   | 8-1    | Matheus Mattos (11-0-1)         | TKO (ciosy pięściami)                          | 3     | 2:27 | ACB 71                                                                 | 30.09.2017 | Moskwa       | Obronił pas mistrzowski ACB w wadze koguciej.                                                  |
| Wygrana   | 7-1    | Magomied Magomiedow (13-0)      | Decyzja (jednogłośna)                          | 5     | 5:00 | ACB 57: Payback                                                        | 15.04.2017 | Moskwa       | Zdobył pas mistrzowski ACB w wadze koguciej.                                                   |
| Wygrana   | 6-1    | Ed Arthur (7-1)                 | Decyzja (jednogłośna)                          | 3     | 5:00 | ACB 41: The Path of Triumph                                            | 15.07.2016 | Soczi        | Bonus za walkę wieczoru.                                                                       |
| Przegrana | 5-1    | Magomied Magomiedow (11-0)      | Decyzja (niejednogłośna)                       | 5     | 5:00 | ACB 32: The Battle of Lions                                            | 26.03.2016 | Moskwa       | Pojedynek o pas mistrzowski ACB w wadze koguciej. Bonus za walkę wieczoru.                     |
| Wygrana   | 5-0    | Murad Kalamow (5-0)             | Decyzja (jednogłośna)                          | 3     | 5:00 | Absolute Championship Berkut 24: Grand Prix Berkut 2015 Finals Stage 2 | 24.10.2015 | Moskwa       |                                                                                                |
| Wygrana   | 4-0    | Artur Mirzachanjan (0-0)        | TKO (ciosy pięściami)                          | 1     | 2:40 | Professional Fight Night 10: Russia Cup                                | 05.07.2015 | Omsk         |                                                                                                |
| Wygrana   | 3-0    | Charon Orzumijew (1-0)          | Poddanie (duszenie gilotynowe)                 | 1     | 0:47 | Absolute Championship Berkut 19: Baltic Challenge 7                    | 30.05.2015 | Królewiec    |                                                                                                |
| Wygrana   | 2-0    | Renato Velame (19-7)            | Decyzja (jednogłośna)                          | 3     | 5:00 | Absolute Championship Berkut 14: Grand Prix Berkut 2015 Stage 1        | 28.02.2015 | Grozny       | Debiut w ACB.                                                                                  |
| Wygrana   | 1-0    | Murad Bakijew (0-0)             | KO (ciosy pięściami)                           | 3     | 0:45 | Eurasian Fighting Championship: Baikal Fight                           | 20.12.2014 | Irkuck       |                                                                                                |